# Francesco Mei (giornalista)
Francesco Mei (Senigallia, aprile 1923 – 24 gennaio 1990) è stato un giornalista e anglista italiano.

## Biografia
Anglista, laureato in lettere alla Normale di Pisa con una tesi su Henry James, grazie ad una borsa di studio Fulbright seguì corsi di perfezionamente alla University of Notre Dame e alla Harvard University. Redattore della terza pagina e corrispondente da Londra del quotidiano democristiano Il Popolo, insegnò alla Columbia University e all'Istituto italiano di cultura di Londra. Collaborò alla RAI-TV e a varie riviste, tra cui La Fiera Letteraria e Nuova Antologia.
Nel 1984 pubblicò, in anteprima mondiale, un volume di scritti inediti di Edgar Allan Poe, ritrovati nelle biblioteche di New York, Chicago, Filadelfia e Boston: un centinaio di pagine, tra medaglioni, elzeviri e racconti, scritti da Poe quando collaborava al Gentleman's Magazine e al Broadway Journal, ma anche pagine del tutto inedite, che andarono disperse dopo l'ottobre 1849, quando Poe fu trovato in preda ad un delirium tremens, nell'angiporto di Baltimora.
Di particolare rilievo, tra i suoi scritti: La giungla del futuro (finalista al Premio Estense 1978), una mappa ragionata dell'universo della letteratura fantascientifica.

## Premi e riconoscimenti
- 1977 - Premio Simpatia[9]

## Opere
- Francesco Mei, L'eclissi di Venere, prefazione di Mario Picchi, Cittadella Veneta, Rebellato, 1961.
- Francesco Mei, La giungla del futuro: guida al mondo di domani attraverso la fantascienza, Roma, Cooperativa Scrittori, 1977.
- Francesco Mei, Oscar Wilde, Roma, Rusconi, 1987.

### Curatele
- Merle Curti, Storia della cultura e della società americana, a cura di Francesco Mei, Venezia, Neri Pozza, 1959.
- Francesco Mei (a cura di), America '800: pellirossa e visi pallidi, Roma, Casini, 1966.
- Edgar Allan Poe, Scritti ritrovati, a cura di Francesco Mei, Brescia, Shakespeare & Company, 1984.

### Traduzioni
- Harold Nicolson, Il saper vivere, Milano, Longanesi e C., 1958.
- Erskine Caldwell, Il bastardo, Milano, A. Mondadori, 1959.
- John Gordon Davies, La Chiesa delle origini, Milano, Il Saggiatore, 1966.
- Henry James, Daisy Miller, nota introduttiva di Italo Calvino, Torino, Einaudi, 1971.

## Programmi radiofonici Rai (selezione)
- 1957 - Le riviste in America, Terzo Programma.
- 1959 - La Rassegna: Cultura inglese, Terzo Programma.
- 1963 - Testimoni e interpreti del nostro tempo, Terzo Programma.
- 1966 - La Rassegna: Cultura inglese, Terzo Programma.
- 1970 - Passato e presente: Maria Montessori una rivoluzione pedagogica per lo sviluppo della personalità infantile, Terzo Programma.
- 1976 - Classe unica: Letteratura e rivoluzione industriale nell'America dell'Ottocento; Lo shock del futuro, Radio 3.
- 1982 - Oscar Wilde processo a un poeta[10]; Io, la luna, Radio 2.[11]
- 1983 - Il Paginone: Il futuro delle stelle, piccola storia dell'astrologia, Radio 1.[12]
- 1987 - Il Paginone: Quel leggendario West, ciclo di puntate sul romanzo popolare americano, Radio 1.[13]